# Zádorháza
Zádorháza (szlovákul Zádor) község Szlovákiában, a Besztercebányai kerület Rimaszombati járásában.

## Fekvése
Rimaszombattól 20 km-re délkeletre, a Balog patak bal partján fekszik.

## Története
A település a 14. században keletkezett, első írásos említése 1372-ből származik "Zadorhaza" alakban. Alapítójának és névadójának a szomszédos Iványit birtokló Iványi nemzetségbeli Zádort tartja a hagyomány. Keletkezése óta magyar falu, melyet határnevei is bizonyítanak. 1427-ben az adóösszeírás szerint Zádorházi István a birtokosa. A 16. században a falut birtokló nemzetség három családra vált szét, a Betes, a Móricz és Zádor családokra. 1566-ban a török elpusztította, azután a hódoltság részeként a töröknek fizetett adót. A 16. század második felétől nemesi község.
A reformáció is gyorsan terjedt ezen a vidéken, az 1560-as években Zádorházán már református gyülekezet volt, mely a rimaszécsi gyülekezethez tartozott. Lakói templomba is Rimaszécsre jártak. Református iskolája 1709-ben már működött. Első református temploma csak 1882-ben épült, de rossz állapota miatt csak 1945-ig használhatták. A torony nélküli fazsindelyes templomot az 1950-es években lebontották és újat építettek helyette. Az új templom építése 1943-tól 1968-ig tartott.
A falunak 1828-ban 33 háza és 275 lakosa volt. 1837-ben 139 lakos élt itt, akik főként mezőgazdasággal foglalkoztak.
Vályi András szerint "ZÁDORHÁZA. Magyar falu Gömör Vármegy. földes Urai több Urak, fekszik Dobócznak szomszédságában, és annak filiája; fája nintsen, legelője szoros, gyümöltsös kertyei vannak, földgye gabonát termő, piatza Rima-Szombatban, Rozsnyón, és Jolsván van."
Fényes Elek szerint "Zádorháza, Gömör v. magyar falu, Rima-Szécs szomszédságában: 34 kath., 241 ref. lak., első osztályb. határral. Sok nemesség. F. u. többen."
Gömör-Kishont vármegye monográfiája szerint "A Balog folyó mentén fekvő magyar kisközség, 43 házzal és 182 ev. ref. vallású lakossal. E községet 1427-ben már mai nevén említik. Hajdani földesurai a Széchiek voltak, azután a Szakall és a Dubraviczky családok osztoznak birtokán. Református temploma 1882-ben épült. Ide tartozik Latrán puszta, mely 1424-ben mint külön község, Latrandfalwa néven fordul elő. A községben régi úrilak van, melyet még a Szakall család építtetett; most a Draskóczy Istváné. A község postája, távírója és vasúti állomása Rimaszécs."
A trianoni békeszerződésig Gömör-Kishont vármegye Feledi járásához tartozott. 1938 és 1944 között újra Magyarország része volt.

## Népessége
| Év:            | 1994. | 2004.   | 2014.    | 2024.    |
| -------------- | ----- | ------- | -------- | -------- |
| Emberek száma: | 111   | 116     | 154      | 132      |
| Eltérés:       |       | +4,50 % | +32,75 % | -14,28 % |

| Év:            | 2023. | 2024.   |
| -------------- | ----- | ------- |
| Emberek száma: | 134   | 132     |
| Eltérés:       |       | -1,49 % |

1910-ben 160-an, túlnyomórészt magyarok lakták.
2011-ben 142 lakosából 124 magyar és 18 szlovák.

## Nevezetességei
- Református templomát 1968 novemberében szentelték fel.
- A második világháború után a csehszlovák hatóságok által Magyarországra telepített négy helybéli család emlékére négy fát ültettek.[6]

## Híres emberek
- Itt született 1867-ben Héjjas Endre meteorológus (1842–1916), az Időjárás című folyóirat alapító szerkesztője, sok szakkönyv szerzője. ,
- Betes István Madách-díjas költő (*1954.)

## Külső hivatkozások
- Zádorháza a gömöri települések honlapján (magyarul)
- E-obce.sk Archiválva 2007. december 8-i dátummal a Wayback Machine-ben
- Községinfó
- Zádorháza Szlovákia térképén